# 고시다 다케시
고시다 다케시(일본어: 越田 剛史, 1960년 10월 19일 ~ )는 일본의 전 축구 선수이자 현 축구 지도자로 현재 베트남 축구 국가대표팀의 기술 고문으로 재직 중이며 현역 시절 닛산 자동차와 가나자와 SC에서 수비수로 활약했다.

## 국가대표팀 경력
1979년 FIFA 세계 청소년 축구 선수권 대회에 참가할 일본 U-20 국가대표팀에 발탁되었으며, 3경기에 출전했다.
그는 1980년 FIFA 월드컵 예선에 참가할 일본 국가대표팀에 발탁되었으며, 12월 22일 싱가포르와의 경기에서 데뷔했다. 1982년 아시안 게임에도 출전했다. 그는 1985년까지 국제 A매치 통산 19경기에 출전했다.

## 통계
| 일본 | 일본 | 일본 |
| 연도 | 출전 | 득점 |
| ---- | ---- | ---- |
| 1980 | 1    | 0    |
| 1981 | 1    | 0    |
| 1982 | 7    | 0    |
| 1983 | 6    | 0    |
| 1984 | 3    | 0    |
| 1985 | 1    | 0    |
| 통산 | 19   | 0    |